# Jardins, vol. 1
Pour les articles homonymes, voir Jardin (homonymie).
Albums de Nicole Rieu
En voix Noël, chants d'espoirs
Jardins, Vol. 1 est le 13e album studio de Nicole Rieu. L'album est sorti en 2008 chez Productions Miracos (JAR-9).

## Liste des titres
Les dix-neuf pistes de cet album sont :
| No  | Titre                                 | Paroles     | Musique                       | Durée |
| --- | ------------------------------------- | ----------- | ----------------------------- | ----- |
| 1.  | Être                                  | Nicole Rieu | Nicole Rieu                   | 3 :40 |
| 2.  | Le chant de la Terre                  | Nicole Rieu | Nicole Rieu                   | 3 :40 |
| 3.  | Celui qui vient                       | Nicole Rieu | Nicole Rieu                   | 4 :08 |
| 4.  | Je t'attendais                        | Nicole Rieu | Nicole Rieu                   | 3 :52 |
| 5.  | Tourne                                | Nicole Rieu | Nicole Rieu                   | 1 :25 |
| 6.  | Elle tutoie le ciel                   | Nicole Rieu | Nicole Rieu                   | 2 :42 |
| 7.  | Ave Maria                             | Nicole Rieu | Nicole Rieu                   | 2 :12 |
| 8.  | Toujours là                           | Nicole Rieu | Nicole Rieu                   | 3 :24 |
| 9.  | Hecetu                                | Nicole Rieu | Nicole Rieu                   | 1 :47 |
| 10. | L'églantier                           | Nicole Rieu | Serge Sala                    | 2 :12 |
| 11. | Il est lui                            | Nicole Rieu | Nicole Rieu                   | 3 :38 |
| 12. | Aigle arc-en-ciel                     | Nicole Rieu | Nicole Rieu                   | 2 :48 |
| 13. | La Terre chante                       | Nicole Rieu | Norbert Galo, Gérard Geoffroy | 2 :06 |
| 14. | Seize mai                             | -           | Nicole Rieu                   | 1 :58 |
| 15. | Sur les rives et les coteaux du Rhône | Nicole Rieu | Nicole Rieu                   | 2 :48 |
| 16. | Vert                                  | Nicole Rieu | Nicole Rieu                   | 3 :06 |
| 17. | La croix du sud                       | Nicole Rieu | Nicole Rieu                   | 3 :18 |
| 18. | Unis sont                             | Nicole Rieu | Nicole Rieu                   | 2 :54 |
| 19. | Créer                                 | Nicole Rieu | Nicole Rieu                   | 3 :05 |

## Autres informations
- Enregistrement et mixage : Gérard Thouret
- Production : Productions Miracos, avec l'aide de Coline "Les Amis de Nicole Rieu"
- Musicienne : Nicole Rieu, guitares et bol tibétain
- Chœurs : Julien Rieu de Pey, Gérard Thouret, Christian Belhomme, Nicole Rieu
- Photos : Serge Forcet